# Interstate 295 (Delaware-New Jersey-Pennsylvanie)
Pour les articles homonymes, voir Interstate 295.
 (octobre 2024).
Si vous disposez d'ouvrages ou d'articles de référence ou si vous connaissez des sites web de qualité traitant du thème abordé ici, merci de compléter l'article en donnant les références utiles à sa vérifiabilité et en les liant à la section « Notes et références ».
L'Interstate 295 (I-295) au Delaware, au New Jersey et en Pennsylvanie est une autoroute auxiliaire contournant Philadelphie, en Pennsylvanie et formant une boucle autour de Trenton, dans le New Jersey.
La route débute à la jonction avec l'I-95 au sud de Wilmington, Delaware. Elle se termine, 92,30 miles (148,50 km) au nord-est à un échangeur avec l'I-95 à Bristol Township en Pennsylvanie. L'autoroute se dirige d'abord vers l'est depuis l'I-95 et traverse le fleuve Delaware pour entrer au New Jersey sur le Delaware Memorial Bridge en multiplex avec la US 40. En entrant au New Jersey, l'I-295 forme un multiplex avec le New Jersey Turnpike et la US 40 pour un bref 0,5 mile (0,80 km) jusqu'à ce qu'elle se sépare du Turnpike, en le longeant sur la majeure partie de son parcours dans l'État. Après un multiplex avec la US 130 dans le comté de Gloucester, l'I-295 rencontre l'I-76 dans le comté de Camden. L'autoroute continue vers le nord-est en direction de Trenton où elle croise l'I-195 avant de contourner la ville par l'est, le nord et l'ouest pour ensuite traverser le fleuve Delaware pour entrer en Pennsylvanie. En Pennsylvanie, l'I-295 est indiquée comme une route ouest–est et se dirige vers le sud en direction de son autre terminus à la jonction avec l'I-95. L'I-295 est l'une des deux seules autoroutes auxiliaires dans le pays à entrer dans trois États, l'autre étant l'I-275 autour de Cincinnati, laquelle entre dans l'Ohio, en Indiana et au Kentucky.

## Description du tracé

### Newport, DE à Westville, NJ

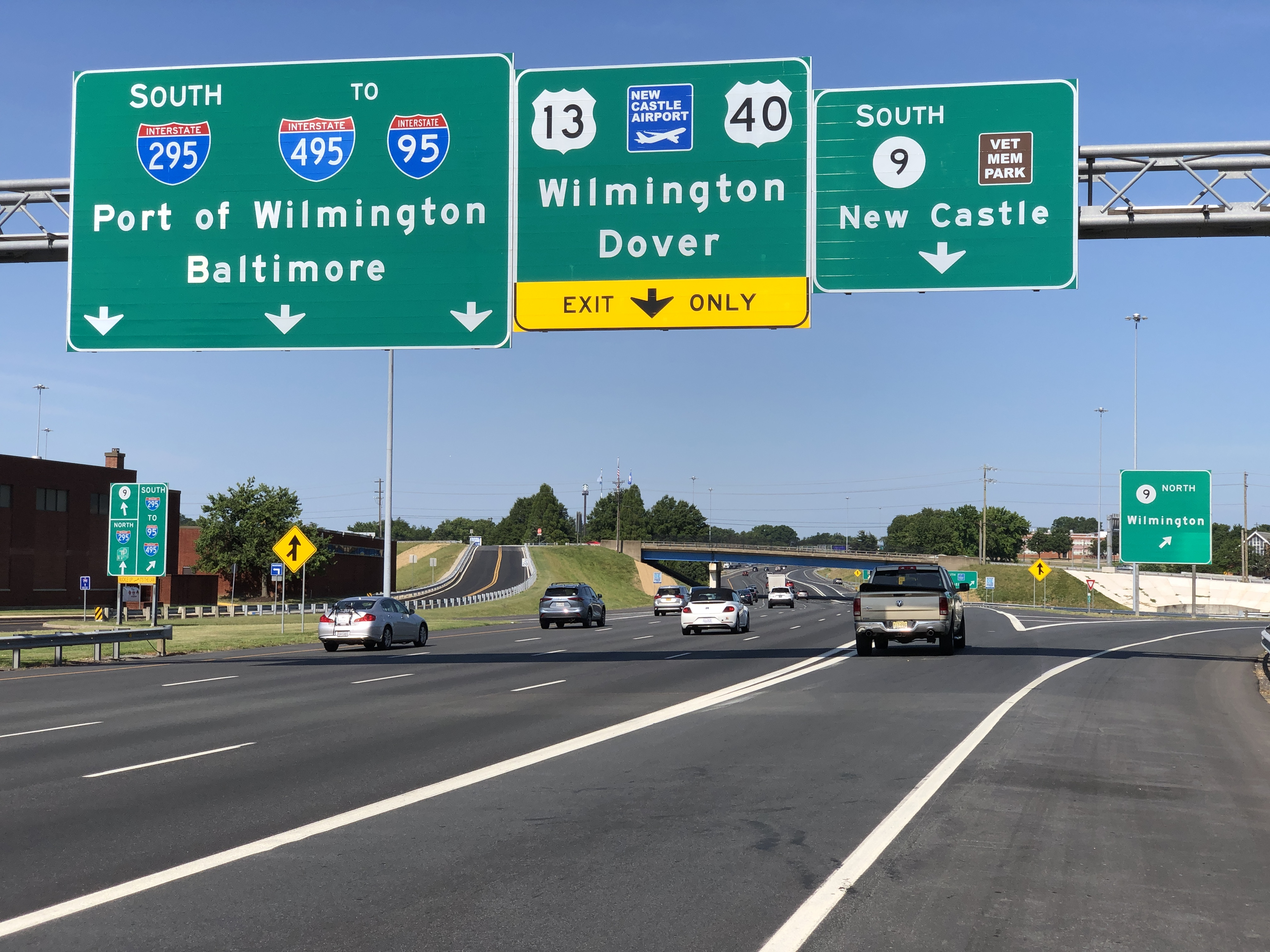
I-295 sud / US 40 ouest à l'échangeur avec la DE 9 à Holloway Terrace.

L'I-295 débute à un échangeur avec l'I-95 (Delaware Turnpike), l'I-495, la US 202 et la DE 141 au sud de la ville de Newport dans le comté de New Castle au Delaware. À partir de là, l'autoroute se dirige vers le sud-est en passant par les banlieues de Wilmington. L'I-295 atteint un échangeur avec la US 13 / US 40 à Farnhurst. À cet endroit, la US 40 se sépare de la US 13 et se joint à l'I-295. L'autoroute passe par des secteurs résidentiels avant d'atteindre le Pont du Mémorial Delaware. En direction sud, il y a un poste de péage, à la sortie du pont. L'autoroute traverse ensuite le fleuve Delaware.
En atteignant la rive est du fleuve, l'I-295 entre à Pennsville Township dans le comté de Salem au New Jersey et se dirige vers le sud-est dans des zones industrielles. L'autoroute atteint le terminus sud du New Jersey Turnpike. À cet endroit, l'I-295 et la US 40 se séparent. L'autoroute entre à Carneys Point Township et continue son tracé vers le nord-est. Le paysage est plus rural et boisé dans ce segment. L'autoroute croise la US 322 suivie de la US 130, avec laquelle elle devient un multiplex.
L'I-295 / US 130 se dirigent vers l'est et entrent à Greenwich Township. Après avoir passé près de Greenwich Lake, l'autoroute entre à East Greenwich Township. Elle entre ensuite à nouveau à Greenwich Township suivi de Paulsboro.
L'autoroute continue son tracé et traverse des régions industrielles. Au sud-ouest de Westville, l'I-295 et la US 130 se séparent. L'I-295 passe au sud de Westville et atteint le terminus est de l'I-76, à Bellmawr.

### Bellmawr à Lawrence Township, NJ
L'I-295 bifurque au nord puis à l'est et passe par plusieurs villes du comté de Camden. Au sud de Haddonfield, l'autoroute bifurque vers le nord-est en longeant de près le New Jersey Turnpike. L'autoroute passe au sud de Moorestown et continue vers le nord-est. L'autoroute entre à nouveau dans des zones boisées plus rurales alors qu'elle progresse vers le nord-est. Elle passe au-dessus de l'I-95, sans avoir d'échangeur avec celle-ci. Elle continue vers le nord-est, et, au sud-ouest de Bordentown, elle croise la US 130.
Alors qu'elle croise la US 130, l'I-295 entre dans le comté de Mercer et bifurque vers le nord. Elle longe le fleuve Delaware sur ce segment. Au sud-est de Trenton, l'autoroute rencontre l'I-195 et continue vers le nord. Elle passe à l'est de Trenton et rencontre la US 1. À cet échangeur, elle bifurque vers l'ouest et croise la US 206, au nord de Trenton.

### Lawrence Township, NJ à Bristol Township, PA
Après avoir croisé la US 206, l'I-295 continue son trajet vers l'ouest. Elle passe à côté de l'aéroport de Trenton et bifurque vers le sud-ouest. Elle atteint le fleuve Delaware qu'elle traverse pour entrer en Pennsylvanie via le pont à péage Scudder Falls Bridge. À la frontière entre les deux états, l'I-295 passe d'une route nord–sud à une route est–ouest.
Après avoir traversé le fleuve, l'I-295 devient la Delaware Expressway et entre à Lower Makefield Township dans le comté de Bucks. Elle passe par un poste de péage en direction ouest. Elle se dirige vers le sud et croise la US 1. Elle poursuit vers le sud et passe au-dessus de l'I-276 (Pennsylvania Turnpike), mais n'a pas d'échangeur avec celle-ci. Juste après, elle atteint l'I-95 et se termine. Les automobilistes en direction ouest passent directement à l'I-95 sud, sans possibilité de rejoindre l'I-95 nord.

## Liste des sorties
| Interstate 295                                    |                                          |       |        |                                                         |                                                                            | |
| Comté                                             | Municipalité                             | mi    | km     | Sortie                                                  | Intersections / Destinations                                               | Notes |
| New Castle, DE                                    | Newport                                  | 0,00  | 0,00   | —                                                       | I-95 sud – Baltimore                                                       | Sortie 5 de l'I-95                                                                                            |
| New Castle, DE                                    | Newport                                  |       |        | 5                                                       | DE 141 (en) nord – Newport                                                 | Sortie direction sud, entrée direction nord; numéro de sortie de l'I-95                                       |
| New Castle, DE                                    | Newport                                  | 1,43  | 2,30   | —                                                       | I-95 nord – Wilmington                                                     | Sortie direction sud, entrée direction nord; sortie 5C de l'I-95                                              |
| New Castle, DE                                    | Newport                                  |       |        | —                                                       | I-495 nord – Port de Wilmington, Philadelphie                              | Sortie direction sud, entrée direction nord; sortie 0 de l'I-495                                              |
| New Castle, DE                                    | Wilmington Manor                         | 1,93  | 3,11   | —                                                       | US 13 / US 40 ouest – Wilmington, Aéroport de New Castle, Dover            | Terminus sud du multiplex avec US 40                                                                          |
| New Castle, DE                                    | Wilmington Manor                         |       |        | —                                                       | Landers Lane                                                               | Sortie direction nord seulement                                                                               |
| New Castle, DE                                    | Holloway Terrace                         | 3,20  | 5,15   | —                                                       | DE 9 (en) – New Castle, Wilmington, Veterans Memorial Park                 | |
| New Castle, DE                                    | Holloway Terrace                         |       |        | —                                                       | Quartiers généraux de la Delaware River and Bay Authority                  | Accès direction nord via DE 9                                                                                 |
| Fleuve Delaware                                   | Fleuve Delaware                          | 5,71  | 9,19   | Pont du Mémorial Delaware (péage en direction sud)      | Pont du Mémorial Delaware (péage en direction sud)                         | Pont du Mémorial Delaware (péage en direction sud)                                                            |
| Fleuve Delaware                                   | Fleuve Delaware                          | 0,00  | 0,00   | Pont du Mémorial Delaware (péage en direction sud)      | Pont du Mémorial Delaware (péage en direction sud)                         | Pont du Mémorial Delaware (péage en direction sud)                                                            |
| Salem, NJ                                         | Pennsville Township                      | 0,73  | 1,17   | 1A                                                      | Route 49 (en) est – Pennsville, Salem                                      | Indiqué sortie 1 en direction sud; dernière sortie gratuite avant le péage                                    |
| Salem, NJ                                         | Pennsville Township                      | 0,73  | 1,17   | —                                                       | N.J. Turnpike nord / US 40 est – Atlantic City, New York                   | Terminus nord du multiplex avec US 40; sortie direction nord, entrée direction sud                            |
| Salem, NJ                                         | Pennsville Township                      | 0,73  | 1,17   | 1B                                                      | US 130 nord – Penns Grove                                                  | Sortie direction nord, entrée direction sud                                                                   |
| Salem, NJ                                         | Carneys Point Township                   | 1,39  | 2,24   | 1C                                                      | CR 551 sud (Hook Road) – Salem                                             | |
| Salem, NJ                                         | Carneys Point Township                   | 1,60  | 2,57   | 2A                                                      | I-295 sud / US 40 ouest – Pont du Mémorial Delaware                        | Sortie direction nord seulement; offre un demi-tour pour la sortie 1C                                         |
| Salem, NJ                                         | Carneys Point Township                   | 1,92  | 3,09   | 2B-C                                                    | US 40 est / US 130 / N.J. Turnpike nord – Deepwater                        | Indiqué sortie 2B (US 40 / N.J. Turnike) et 2C (US 130)                                                       |
| Salem, NJ                                         | Carneys Point Township                   | 4,46  | 7,18   | 4                                                       | Route 48 (en) – Penns Grove, Woodstown                                     | |
| Salem, NJ                                         | Oldmans Township                         | 7,15  | 11,51  | 7                                                       | Auburn, Pedricktown                                                        | |
| Gloucester, NJ                                    | Logan Township                           | 10,30 | 16,58  | 10                                                      | Center Square Road – Swedesboro                                            | |
| Gloucester, NJ                                    | Logan Township                           | 11,92 | 19,18  | 11                                                      | US 322 vers N.J. Turnpike – Mullica Hill, Bridgeport, Pont Commodore Barry | Indiqué sortie 11A (est) et 11B (ouest) en direction nord; pas d'accès depuis I-295 sud vers US 322 ouest     |
| Gloucester, NJ                                    | Logan Township                           | 14,31 | 23,03  | 13                                                      | US 130 sud vers US 322 ouest – Bridgeport, Pont Commodore Barry            | Terminus sud du multiplex avec US 130; sortie direction sud, entrée direction nord                            |
| Gloucester, NJ                                    | Logan Township                           | 14,57 | 23,45  | 14                                                      | CR 684 vers Route 44 (en) – Gibbstown, Repaupo                             | |
| Gloucester, NJ                                    | Greenwich Township                       | 15,44 | 24,85  | 15                                                      | CR 607 – Gibbstown, Harrisonville                                          | |
| Gloucester, NJ                                    | Greenwich Township                       | 16,06 | 25,85  | 16A                                                     | CR 653 – Swedesboro, Paulsboro                                             | |
| Gloucester, NJ                                    | Greenwich Township                       | 16,42 | 26,43  | 16B                                                     | CR 673 – Gibbstown, Mickleton                                              | |
| Gloucester, NJ                                    | Limite township Greenwich–East Greenwich | 17,25 | 27,76  | 17                                                      | Vers CR 680 – Gibbstown                                                    | |
| Gloucester, NJ                                    | Limite Greenwich Township–Paulsboro      | 18,34 | 29,52  | 18                                                      | CR 667 / CR 678 – Paulsboro, Mount Royal, Clarksboro                       | |
| Gloucester, NJ                                    | West Deptford Township                   | 19,43 | 31,27  | 19                                                      | CR 656 vers Route 44 (en) – Mantua, Paulsboro                              | |
| Gloucester, NJ                                    | West Deptford Township                   | 20,62 | 33,18  | 20                                                      | Vers Route 44 (en) / CR 643 / CR 660 – Mantua, Thorofare, Woodbury         | |
| Gloucester, NJ                                    | West Deptford Township                   | 21,87 | 35,20  | 21                                                      | Route 44 (en) sud / CR 640 – National Park, Paulsboro, Woodbury            | |
| Gloucester, NJ                                    | West Deptford Township                   | 22,94 | 36,92  | 22                                                      | CR 631 nord vers CR 644 / CR 642 – Red Bank, Woodbury                      | |
| Gloucester, NJ                                    | West Deptford Township                   | 23,68 | 38,11  | 23                                                      | US 130 nord vers CR 642 – Westville, Gloucester, National Park             | Terminus nord du multiplex avec US 130                                                                        |
| Gloucester, NJ                                    | Limite township West Deptford–Deptford   | 24,53 | 39,48  | 24A                                                     | Route 45 (en) sud – Woodbury                                               | Sortie direction sud, entrée direction nord                                                                   |
| Gloucester, NJ                                    | Limite Deptford Township–Westville       | 24,60 | 39,59  | 24B                                                     | CR 551 – Westville, Woodbury Heights                                       | Sortie direction sud, entrée direction nord                                                                   |
| Gloucester, NJ                                    | Westville                                | 25,18 | 40,52  | 25                                                      | Route 47 (en) – Westville, Deptford, Glassboro                             | Sortie direction sud, entrée direction nord; indiqué sortie 25A (sud) et 25B (nord)                           |
| Camden, NJ                                        | Bellmawr                                 | 26,41 | 42,50  | 26                                                      | I-76 ouest vers I-676 nord / US 130 – Camden, Philadelphie                 | Indiqué sortie 26 (direction nord) et 27 (direction sud); sortie 1A-B de l'I-76                               |
| Camden, NJ                                        | Bellmawr                                 | 27,44 | 44,16  | 27                                                      | I-76 ouest vers I-676 nord / US 130 – Camden, Philadelphie                 | Indiqué sortie 26 (direction nord) et 27 (direction sud); sortie 1A-B de l'I-76                               |
| Camden, NJ                                        | Bellmawr                                 | 26,93 | 43,44  | —                                                       | Route 42 (en) sud – Atlantic City                                          | Sortie direction sud, entrée direction nord                                                                   |
| Camden, NJ                                        | Bellmawr                                 | 28,16 | 45,32  | 28                                                      | Route 168 (en) vers N.J. Turnpike – Bellmawr, Runnemede, Mount Ephraim     | |
| Camden, NJ                                        | Barrington                               | 30,00 | 48,28  | 29                                                      | US 30 – Lawnside, Berlin, Barrington, Haddon Heights, Collingswood         | Indiqué sortie 29A (est) et 29B (ouest) en direction nord                                                     |
| Camden, NJ                                        | Lawnside                                 | 30,65 | 49,33  | 30                                                      | Warwick Road – Lawnside, Haddonfield                                       | Sortie direction sud, entrée direction nord                                                                   |
| Camden, NJ                                        | Cherry Hill                              | 31,74 | 51,08  | 31                                                      | Station de Woodcrest                                                       | |
| Camden, NJ                                        | Cherry Hill                              | 32,40 | 52,14  | 32                                                      | CR 561 – Haddonfield, Voorhees, Gibbsboro                                  | |
| Camden, NJ                                        | Cherry Hill                              | 34,80 | 56,01  | 34                                                      | Route 70 (en) – Marlton, Cherry Hill, Camden                               | Indiqué sortie 34A (est) et 34B (ouest)                                                                       |
| Burlington, NJ                                    | Mount Laurel                             | 36,86 | 59,32  | 36                                                      | Route 73 (en) vers N.J. Turnpike – Berlin, Tacony Bridge                   | Indiqué sortie 36A (sud) et 36B (nord)                                                                        |
| Burlington, NJ                                    | Mount Laurel                             | 40,60 | 65,34  | 40                                                      | Route 38 (en) – Mount Holly, Moorestown                                    | Indiqué sortie 40A (est) et 40B (ouest) en direction nord; pas de sortie en direction sud vers Route 38 est   |
| Burlington, NJ                                    | Mount Laurel                             | 43,10 | 69,36  | 43                                                      | Rancocas Woods, Delran                                                     | Indiqué sortie 43A (Rancocas Woods) et 43B (Delran) en direction sud                                          |
| Burlington, NJ                                    | Westampton Township                      | 44,94 | 72,32  | 45                                                      | Mount Holly, Willingboro                                                   | Indiqué sortie 45A (Mount Holly) et 45B (Willingboro)                                                         |
| Burlington, NJ                                    | Burlington Township                      | 47,53 | 76,49  | 47                                                      | CR 541 vers N.J. Turnpike – Mount Holly, Burlington                        | Indiqué sortie 47A (sud) et 47B (nord)                                                                        |
| Burlington, NJ                                    | Mansfield Township                       | 52,33 | 84,22  | 52                                                      | Columbus, Florence                                                         | Indiqué sortie 52A (Columbus) et 52B (Florence)                                                               |
| Burlington, NJ                                    | Bordentown Township                      | 56,10 | 90,28  | 56                                                      | US 206 vers I-95 / N.J. Turnpike / Route 68 (en) / Rising Sun Road         | Sortie direction nord, entrée direction sud                                                                   |
| Burlington, NJ                                    | Bordentown Township                      | 56,82 | 91,44  | 57                                                      | US 130 vers US 206 nord – Bordentown, Burlington                           | Indiqué sortie 57A (nord) et 57B (sud) en direction sud; pas de sortie direction nord vers US 130 sud         |
| Mercer, NJ                                        | Hamilton Township                        | 60,23 | 96,93  | 60                                                      | Route 29 (en) nord / I-195 est vers I-95 / N.J. Turnpike – Trenton, Belmar | Indiqué sortie 60A (est) et 60B (nord) en direction sud; sortie 1A-B de l'I-195                               |
| Mercer, NJ                                        | Hamilton Township                        | 61,40 | 98,81  | 61                                                      | Arena Drive / White Horse Avenue / Olden Avenue                            | Indiqué sortie 61A (est) et 61B (ouest) en direction nord; pas de sortie direction sud vers Arena Drive ouest |
| Mercer, NJ                                        | Hamilton Township                        | 61,89 | 99,60  | 62                                                      | Olden Avenue nord                                                          | Sortie direction sud, entrée direction nord                                                                   |
| Mercer, NJ                                        | Hamilton Township                        | 63,83 | 102,89 | 63                                                      | Route 33 (en) vers CR 535 – Mercerville, Trenton                           | Indiqué sortie 63A (est) et 63B (ouest) en direction nord; pas de sortie direction sud vers Route 33 ouest    |
| Mercer, NJ                                        | Hamilton Township                        | 64,61 | 103,98 | 64                                                      | CR 535 nord vers Route 33 (en) est – Mercerville                           | Sortie direction sud, entrée direction nord                                                                   |
| Mercer, NJ                                        | Hamilton Township                        | 65,27 | 105,04 | 65                                                      | Sloan Avenue                                                               | Indiqué sortie 65A (est) et 65B (ouest)                                                                       |
| Mercer, NJ                                        | Lawrence Township                        | 67,63 | 108,84 | 67                                                      | US 1 – New Brunswick, Trenton                                              | Indiqué sortie 67A (nord) et 67B (sud) en direction nord                                                      |
| Mercer, NJ                                        | Lawrence Township                        | 68,28 | 109,89 | 68A-B                                                   | Princeton Pike – Trenton, Princeton                                        | Indiqué sortie 68A (nord) et 68B (sud) en direction nord; pas de sortie direction sud vers Princeton Pike sud |
| Mercer, NJ                                        | Lawrence Township                        | 68,83 | 110,77 | 68B                                                     | CR 546 est vers Princeton Pike sud                                         | Sortie direction sud seulement                                                                                |
| Mercer, NJ                                        | Lawrence Township                        | 69,29 | 111,51 | 69                                                      | US 206 – Trenton, Lawrenceville, Princeton                                 | Indiqué sortie 69A (nord) et 69B (sud)                                                                        |
| Mercer, NJ                                        | Lawrence Township                        | 70,76 | 113,88 | 71                                                      | Federal City Road                                                          | Sortie direction nord, entrée direction sud; indiqué sortie 71A (nord) et 71B (sud)                           |
| Mercer, NJ                                        | Hopewell Township                        | 72,16 | 116,13 | 72                                                      | Route 31 (en) – Ewing, Pennington                                          | |
| Mercer, NJ                                        | Hopewell Township                        | 73,57 | 118,40 | 73                                                      | Scotch Road – Aviation générale                                            | Indiqué sortie 73A (nord) et 73B (sud)                                                                        |
| Mercer, NJ                                        | Ewing Township                           | 74,84 | 120,44 | 75                                                      | CR 579 – West Trenton, Terminal de passagers                               | |
| Mercer, NJ                                        | Ewing Township                           | 76,33 | 122,84 | 76                                                      | Route 29 (en) – Trenton, Lambertville                                      | Dernière sortie gratuite avant le péage                                                                       |
| Fleuve Delaware                                   | Fleuve Delaware                          | 76,40 | 122,95 | Pont de Scudder Falls (péage en direction nord / ouest) | Pont de Scudder Falls (péage en direction nord / ouest)                    | Pont de Scudder Falls (péage en direction nord / ouest)                                                       |
| Fleuve Delaware                                   | Fleuve Delaware                          | 10,32 | 16,62  | Pont de Scudder Falls (péage en direction nord / ouest) | Pont de Scudder Falls (péage en direction nord / ouest)                    | Pont de Scudder Falls (péage en direction nord / ouest)                                                       |
| Bucks, PA                                         | Lower Makefield Township                 | 10,08 | 16,21  | 10                                                      | New Hope, Yardley                                                          | Indiqué sortie 10A (Yardley) et 10B (New Hope) en direction ouest                                             |
| Bucks, PA                                         | Lower Makefield Township                 | 8,15  | 13,12  | 8                                                       | PA 332 (en) – Newtown, Yardley                                             | |
| Bucks, PA                                         | Middletown Township                      | 5,61  | 9,03   | 5                                                       | US 1 – Trenton, Langhorne                                                  | Indiqué sortie 5A (nord) et 5B (sud)                                                                          |
| Bucks, PA                                         | Middletown Township                      | 3,63  | 5,84   | 3                                                       | US 1 Bus. / PA 413 (en) – Penndel, Levittown                               | |
| Bucks, PA                                         | Bristol Township                         | 0,57  | 0,92   | 1                                                       | Vers PA 413 (en) – Bristol                                                 | Sortie direction sud seulement                                                                                |
| Bucks, PA                                         | Bristol Township                         | 0,00  | 0,00   | —                                                       | I-95 sud (Delaware Expressway) – Philadelphie                              | Sortie direction sud, entrée direction nord; sortie 40 de l'I-95                                              |
| - Terminus de multiplex - Péage - Accès incomplet |                                          |       |        |                                                         |                                                                            | |